# 格氏浣熊
格氏浣熊（学名：Procyon lotor gloveralleni），又名巴島浣熊，是浣熊已滅絕的一個亞種，1964年前生活在小安的列斯群島的巴巴多斯。

## 分類
於1950年，Edward Alphonso Goldman將格氏浣熊分類為獨立的物種，但在期後不斷受到其他學者的質疑。2003年的形態學及遺傳學分析發現牠們其實是浣熊的亞種，且是由人類於幾百年前引入的。這項研究亦發現生活在西印度群島的瓜達盧浣熊及梅氏浣熊也是浣熊的亞種。

## 描述
與浣熊相比，格氏浣熊較為細小，可能是島內出現的侏儒化。格氏浣熊外觀像瓜達盧浣熊，包括短小的頭顱骨、深灰色的毛皮及頸部及肩膀呈赭色。格氏浣熊下身的絨毛上有護毛。

## 滅絕
於1996年，格氏浣熊被認為自1964年後已經滅絕。唯一架起的標本現正存放在巴巴多斯博物館。另外一種浣熊亦被引入巴巴多斯。由於格氏浣熊分佈得很密集，故此相信牠們只限生活在島嶼的南部。因旅遊業而失去棲息地可能是牠們滅絕的主因。